# Cap des Vierges
Le cap des Vierges (en espagnol : Cabo Vírgenes) est un cap situé à l'extrême sud-est de l'Argentine continentale.

## Histoire
Fernand de Magellan l'a atteint le 21 octobre 1520 et découvre le détroit qui porte son nom. Magellan nommera le cap en l'honneur de sainte Ursule, fêtée le 21 octobre, et de la légende chrétienne des onze mille vierges.
En 1884, de l'or est trouvé à proximité déclenchant une ruée vers l'or. En 2014, une campagne d’observation de la fondation Cethus comptabilise huit baleines franches australes aperçues dans les environs,.

## Géographie
Le cap, situé dans  la province de Santa Cruz en Patagonie, possède un phare, le phare du cap Virgenes qui fonctionne depuis 1904.
À une dizaine de kilomètres au sud-ouest sud se trouve la pointe Dungeness marquant clairement l'entrée du détroit de Magellan, et concrétisant la limite la plus au sud du continent de la frontière entre l'Argentine et le Chili.

## Climat
| Mois                     | jan. | fév. | mars | avril | mai | juin | jui. | août | sep. | oct. | nov. | déc. | année |
| ------------------------ | ---- | ---- | ---- | ----- | --- | ---- | ---- | ---- | ---- | ---- | ---- | ---- | ----- |
| Température moyenne (°C) | 10,2 | 10,4 | 9,1  | 6,4   | 4,1 | 2,5  | 2,2  | 2,7  | 3,8  | 6,1  | 8    | 9,5  | 6,3   |
| Précipitations (mm)      | 43   | 17   | 22   | 14    | 22  | 14   | 24   | 20   | 12   | 8    | 29   | 24   | 249   |
| Humidité relative (%)    | 76   | 73   | 77   | 81    | 84  | 87   | 86   | 84   | 79   | 73   | 73   | 73   | 79    |

## Iconographie

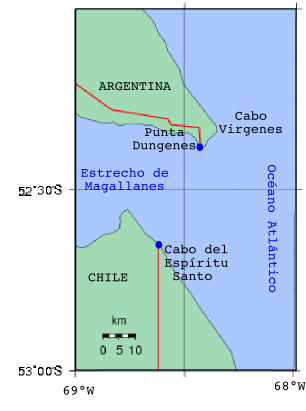
La pointe Dúngeness à l'embouchure du détroit de Magellan